# Vignes-la-Côte
Vignes-la-Côte ist eine französische Gemeinde mit 66 Einwohnern (Stand 1. Januar 2022) im Département Haute-Marne in der Region Grand Est (vor 2016 Champagne-Ardenne). Sie gehört zum Arrondissement Chaumont und zum Kanton Bologne. 

## Geographie
Vignes-la-Côte liegt etwa 20 Kilometer nordnordöstlich von Chaumont am Zusammenfluss von Rognon, Manoise und Sueurre. Umgeben wird Vignes-la-Côte von den Nachbargemeinden Montot-sur-Rognon im Westen und Norden, Reynel im Nordosten und Osten, Rimaucourt im Südosten, Andelot-Blancheville im Süden sowie Signéville im Westen.

## Bevölkerungsentwicklung
| Jahr                       | 1962 | 1968 | 1975 | 1982 | 1990 | 1999 | 2011 | 2019 |
| Einwohner                  | 106  | 84   | 72   | 71   | 67   | 58   | 63   | 67   |
| Quellen: Cassini und INSEE |      |      |      |      |      |      |      |      |

## Sehenswürdigkeiten

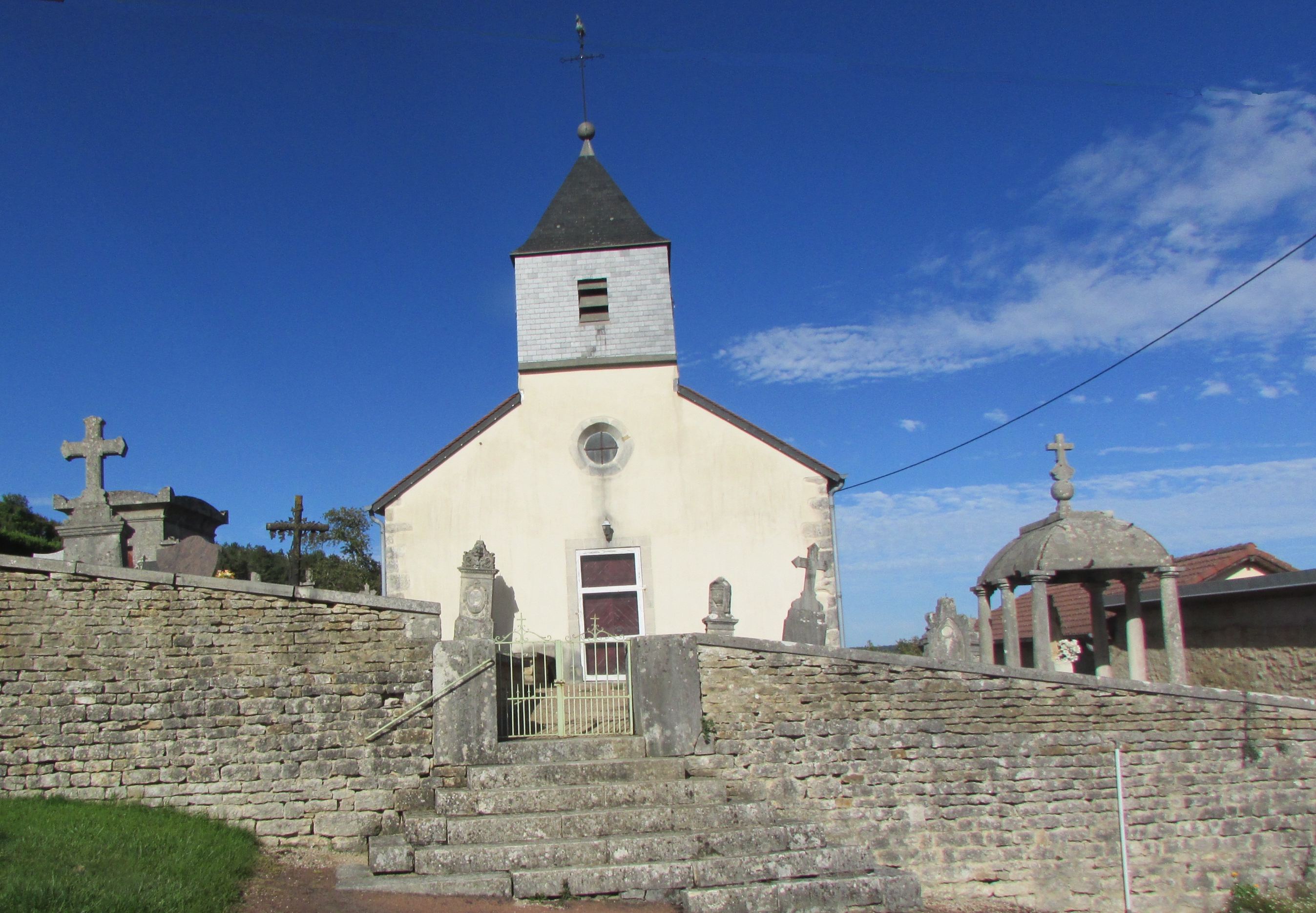
Kirche Saint-Just

- Kirche Saint-Just